# Mikrosomales Triglycerid-Transferprotein
Das mikrosomale Triglycerid-Transferprotein (MTP) ist ein Proteinkomplex aus zwei Proteinen, der im endoplasmatischen Reticulum (ER) aller Säugetiere lokalisiert ist. MTP katalysiert den Transport und Einbau von Triglyceriden, Cholesterinestern, Phospholipiden und Retinylpalmitat (Vitamin A) vom ER-Lumen in diejenigen Plasmalipoproteine, die mit Apolipoprotein B (Apo B) assoziiert sind (VLDL, IDL, LDL, Chylomikronen). Weiters nimmt MTP am Recycling des antigen-präsentierenden Glykoproteins CD1d in den Lysosomen teil. Beim Menschen wird MTP hauptsächlich in Leber und Dünndarm exprimiert. Mutationen im MTTP-Gen, das für die große Untereinheit des Komplexes codiert, können zu MTP-Mangel und dieser zu erblicher Hypo- oder Abetalipoproteinämie führen.
Die Produktion von MTP in Darmzellen wird von Cholesterin angeregt, aber von Insulin gebremst. Ein weiterer Signalweg, der die MTP-Expression beeinflusst, scheint über die Hormone Leptin und Melanocortin zu verlaufen. Reduzierte Expression von MTP war in einem Mausmodell von nichtalkoholischer Steatohepatitis mit Insulinresistenz feststellbar.

## Struktur
| Name | Gen  | Protein-Größe (aa) | UniProt | OMIM   | Kommentar                                     |
| ---- | ---- | ------------------ | ------- | ------ | --------------------------------------------- |
| MTP  | MTTP | 876                | P55157  | 157147 | Abetalipoproteinämie, Hypobetalipoproteinämie |
| PDI  | P4HB | 491                | P07237  | 176790 | ubiquitär, multifunktionell, EC 5.3.4.1       |

Bei der zweiten Untereinheit handelt es sich um eine Proteindisulfid-Isomerase, die, an der posttranslationalen Modifikation von Proteinen teilnehmend, in hoher Konzentration als Chaperon fungieren kann. Sie ist außerdem Untereinheit der Prolyl-4-Hydroxylase.

## Genetischer Defekt
Bei dem genetischen Defekt der Abetalipoproteinämie ist das Gen, das für das mikrosomale Triglycerid-Transferprotein kodiert, mutiert. Das MTP funktioniert bei diesen Patienten nicht korrekt. Dadurch kommt es dauerhaft zu sehr niedrigen Spiegeln von Apolipoprotein B und LDL.

## Therapeutische MTP-Inhibition
Der Arzneistoff Lomitapid (Handelsname Lojuxta®) wurde 2012 in den USA und 2013 durch die Europäische Kommission begleitend zu einer fettarmen Diät und anderen lipidsenkenden Arzneimitteln mit oder ohne Low-Density-Lipoprotein-Apherese (LDL-Apherese) bei erwachsenen Patienten mit homozygoter familiärer Hypercholesterinämie zugelassen. Lomitapid ist ein selektiver Hemmer des mikrosomalen Transfer-Proteins. Durch die selektive Hemmung des MTP durch Lomitapid kommt es zu einer verminderten Bildung der Lipidkomplexe Very Low Density Lipoprotein (VLDL) in der Leber, Chylomikronen im Darm. Dadurch wird VLDL in vermindertem Maß von der Leber ins Blut abgegeben bzw. Chylomikronen werden weniger aus dem Darm aufgenommen. Hieraus resultiert eine Senkung der Blutspiegel von VLDL, LDL, LDL-Cholesterin, Chylomikronen und Apo B.